# Frederick Reines
Frederick Reines, född 16 mars 1918 i Paterson, New Jersey, död 26 augusti 1998 i Orange, Kalifornien. Amerikansk nobelpristagare i fysik 1995. 
Reines fick priset för banbrytande experimentella insatser inom leptonfysiken, speciellt för påvisandet av neutrinon. Han delade priset med landsmannen Martin L Perl.
Reines tog en Master of Science examen i fysik 1941 och tog sedan doktorsexamen i fysik vid New York University 1944. Han började jobba vid Los Alamos Scientific Laboratory under ledning av
Richard Feynman och deltog i Manhattanprojektet för framställningen av den första atombomben.
Hypotesen om neutrinons existens är från 1930-talet. Neutrinon "föddes" som en hypotetisk partikel i ett brev skrivet 1930 av Wolfgang Pauli (Nobelpris 1945). På den tiden var det känt att många atomkärnor slutade sina liv genom att sända ut en elektron. Denna process, som kallas betasönderfall, gav forskarna mycket huvudbry, bland annat tycktes en av fysikens heliga lagar – energiprincipen – inte gälla. För att återställa ordningen i fysikens lagbok kom Pauli med vad han kallade en "desperat lösning" – kärnan utsände inte elektronen ensam. Den ledsagades av en annan småpartikel, som saknade elektrisk laddning och reagerade mycket litet med sin omgivning. Den lilla partikeln, som så småningom fick heta neutrino, tog en del av energin med sig och försvann spårlöst i tomma intet. Energibalansen blev som förväntat, bara man tog hänsyn till den andel som neutrinon hade tagit med sig.
Det dröjde ända till 1956 innan Reines och dennes kollega Clyde L. Cowan lyckades påvisa neutrinernas existens.